# 1926-os magyar férfi vízilabdakupa
Az 1926-os magyar férfi vízilabdakupa a negyedik kiírás volt a versenysorozat történetében. A kupára négy csapat nevezett. A győzelmet a Ferencváros szerezte meg.

## Eredmények

### Elődöntő
| 1. csapat       | Eredmény | 2. csapat         |
| --------------- | -------- | ----------------- |
| MTK             | 3–1      | MAC               |
| Ferencvárosi TC | 5–1      | III. kerületi TVE |

### Döntő
| 1926. szeptember 25. | Ferencvárosi TC           | 4–1 | MTK           | Császár uszoda Játékvezetők: Halász Jenő |
| 1926. szeptember 25. | (2–0)                     |     |               | Császár uszoda Játékvezetők: Halász Jenő |
| 1926. szeptember 25. | Türy 2 Keserű A. 1 Wenk 1 |     | Homonnai L. 1 | Császár uszoda Játékvezetők: Halász Jenő |

A Ferencváros kupagyőztes csapatának tagjai: Nagy Barna, Fazekas Tibor, Szubota Béla, Keserű Alajos, Türy Miklós, Wenk János, Vértesy József